# Phalacrocorax bransfieldensis
Phalacrocorax bransfieldensis là một loài chim trong họ Phalacrocoracidae.